# The Majestic
The Majestic è un film del 2001 diretto da Frank Darabont, scritto da Michael Sloane e con protagonista Jim Carrey. Nel cast figurano Martin Landau, Laurie Holden, Bob Balaban, Brent Briscoe, Hal Holbrook, Amanda Detmer e Allen Garfield mentre la produzione è firmata dallo stesso regista per Castle Rock Entertainment. Ambientato nella Hollywood del 1951, il film, una commedia dolce-amara che racconta le disavventure di uno sceneggiatore durante il periodo del maccartismo, è costato la mastodontica cifra di 72.000.000 di dollari. Distribuito dalla Warner Bros., si è rivelato un fiasco al box office e in generale è stato poco apprezzato dalla critica.

## Trama
Hollywood, anni cinquanta. Lo sceneggiatore Peter Appleton, impegnato nella lavorazione del film I predoni del Sahara, viene inserito nella lista nera come comunista, perde il lavoro e dopo un incidente stradale si risveglia smemorato a Lawson, idilliaca e tranquilla cittadina californiana, dove gli abitanti lo scambiano per Luke Trimble, eroe di guerra che non aveva fatto più ritorno. Ancora stordito, Peter accetta la realtà che vede, trova l'amore corrisposto della bella Adele e restaura con il presunto padre Harry il cinema Majestic, ma la verità è pronta a venire a galla. Peter infatti riconquista la memoria, ma Harry muore credendo che sia davvero suo figlio. Riconquistata la propria identità, Peter detta lezioni di democrazia in tribunale, dove viene accusato di attività filocomuniste, comportandosi come l'eroico Luke, di cui aveva conosciuto da vicino la personalità, rifiutandosi di leggere una falsa dichiarazione di colpevolezza.

## Produzione
Il film è stato prodotto dalla Castle Rock Entertainment, in collaborazione con Village Roadshow Pictures ed NPV Entertainment.
Il ruolo di Peter Appleton era stato offerto originariamente a Tom Hanks, che rifiutò la parte.
Ruolo cameo per Bruce Campbell, nella parte di Roland l’intrepido esploratore, il protagonista del film I predoni del Sahara, mentre Cliff Curtis appare nelle vesti di Khalid, l’antagonista cattivo.
Nella versione in lingua originale, la voce di Luke Trimble è quella di Matt Damon. In origine a Damon era stato offerto di interpretato il protagonista ma l’attore ha dovuto rinunciarvi perché già impegnato sul set di The Bourne Identity.
Gli effetti visivi sono stati curati da quattro aziende differenti: Gray Matter FX, Industrial Light & Magic, Matte World Digital, e Pacific Title.
Le voci dei produttori esecutivi non visibili delle scene incentrate sulla sceneggiatura nella versione originale del film sono dei registi: Garry Marshall, Paul Mazursky, Sydney Pollack, Rob Reiner e Carl Reiner.
La scena con Bruce Campbell, Cliff Curtis e Amanda Detmer del film I predoni del Sahara, è stata girata sullo stesso set de Il Re Scorpione.
Il catering è stato organizzato dalla Tomkats Catering, mentre la Show Biz Security si è occupata della sicurezza.
Le scene sono state girate dal 5 marzo al 30 giugno 2001 completamente nello stato della California, e in particolare a Santa Clarita, Los Angeles, Hollywood, Burbank, Santa Monica, Ferndale, e Fort Bragg.
Il budget stimato per il film ammonta a circa 72000000 $.
Il film era stato originariamente intitolato The Bijou.

## Tagline
La tagline per il film è la seguente:
- Sometimes your life comes into focus one frame at a time.
  - A volte la vita viene messa a fuoco da un fotogramma alla volta.

## Distribuzione
Il film è stato visto in anteprima negli Stati Uniti l'11 dicembre 2001, il 21 dicembre è stato distribuito nelle sale cinematografiche di tutto il paese e in Canada. A Singapore è uscito il 9 febbraio 2002, e nel corso dell’anno il film è stato distribuito in Argentina il 4 aprile; nelle Filippine il 20 marzo a Manila, e il 24 aprile a Davao; in Grecia, Messico, e Taiwan il 15 marzo; in Brasile e in Spagna il 5 aprile; in Colombia il 19 aprile; a Hong Kong il 25 aprile; in Corea del Sud e in Portogallo il 26 aprile; in Norvegia e in Turchia il 3 maggio; in Francia l'8 maggio; in Israele il 9 maggio; in Islanda e in Italia il 10 maggio; in Australia il 16 maggio; in Sudafrica il 17 maggio; in Regno Unito il 24 maggio; in Belgio il 29 maggio; in Germania e nei Paesi Bassi il 30 maggio; in Austria il 31 maggio; in Giappone il 22 giugno; in Nuova Zelanda il 4 luglio; e in Kuwait il 19 novembre.

### Divieto
Il film non ha avuto una censura "pesante": in Germania è stato vietato ai minori di 6 anni; in Finlandia, Svezia, e Norvegia ai minori di 7; in Svizzera ai minori di 10; in Portogallo e in Corea del Sud ai minori di 12; nelle Filippine ai minori di 13. Negli Stati Uniti la Motion Picture Association of America (MPAA), ha valutato il film PG, ovvero adatto a bambini di età da 10 anni in su per la visione non accompagnata, mentre per i minori di 10 anni è richiesto l'accompagnamento dei genitori o tutori.

## Accoglienza

### Incassi
Nel week-end di apertura negli Stati Uniti, il film ha incassato 7.366.207 dollari con 2.361 schermi. Alla fine della sua corsa, l’incasso totale delle sale cinematografiche nordamericane è stato di 27.807.266 dollari. In Italia, il film ha incassato solo l’equivalente in Euro di 205.934 dollari, venendo programmato in 50 cinema, mentre l’intero incasso mondiale alla fine del 2002 è stato di 37.317.558 dollari a fronte di un budget da 72.000.000.

### Critica
La pellicola non venne accolta positivamente dalla critica: su IMDb ottiene un punteggio di 6,9/10; su MYmovies 3,25/5; su Metacritic un bassissimo Metascore di 27, ma un punteggio degli utenti di 7,5/10; su AllMovie 2 stelle su 5 dal sito e 3 stelle e mezzo su 5 come giudizio degli utenti.

## Riconoscimenti
- Saturn Award 2016[13]
  - Nomination per la miglior collezione DVD a The Shawshank Redemption e The Green Mile